# Amre Hamcho
Amre Hamcho (en arabe : عمرو حمشو) est un cavalier syrien né le 7 mars 1995 à Damas. Il participe et gagne de nombreuses compétitions de saut d'obstacles, au niveau national et international.
Il est qualifié pour les Jeux olympiques de Paris 2024, faisant de lui le deuxième cavalier du pays qualifié pour les Jeux olympiques, après son frère aîné, Ahmad, premier cavalier syrien à participer aux Jeux olympiques.
Il est placé sous sanctions économiques par les États-Unis pour son rôle dans le conflit syrien, de même que l'ensemble de sa famille, proche de Bachar et Maher el-Assad.

## Situation personnelle
Amre Hamcho est le fils de Mohammad Hamcho, magnat de l’acier et du BTP, proche de Bachar el-Assad et intime de Maher el-Assad, placé sous sanctions par l'Union européenne et les États-Unis depuis 2011, pour son rôle dans le conflit syrien, notamment financier. Lui-même, sa mère, Rania Raslan Al-Dabbas, ainsi ses deux frères, Ahmad et Ali, et sa sœur Soumaya, sont également sur la liste des personnes sanctionnées par les États-Unis en vertu de la loi César,, depuis le 17 juin 2020.
Son frère aîné, Ahmad Hamcho, est également cavalier et participe aux Jeux Olympiques de Londres, en 2012, occasion à laquelle il déclare son fervent soutient à Bachar el-Assad, niant le rôle du régime dans les répressions violentes à l'encontre des manifestants en Syrie, et aux Jeux Olympiques de Tokyo en 2020.
Amre Hamcho est cité dans un rapport de l'Observatoire des réseaux politiques et économiques syriens et du Programme de développement juridique syrien, qui publie l'analyse de documents montrant que les Nations Unies ont fourni en 2019 et 2020 environ 137 millions de dollars américains en achats à des entreprises syriennes, dont les propriétaires violent les droits de l'homme, sont qualifiés de profiteurs de guerre, personnes associées au régime figurant sur les listes de sanctions occidentales, et autres associés du régime syrien.
Il appartient au cercle restreint de Maher el-Assad, responsable de la célèbre 4e Division blindée, unité d'élite de l'armée syrienne, liée à l'Iran, notamment connue pour son rôle dans le commerce de captagon, trafic de stupéfiant très lucratif pour le régime.

## Carrière
Au cours de sa carrière internationale, Amre Hamcho remporte une médaille de bronze dans l'épreuve de saut d'obstacles par équipe aux Jeux asiatiques de 2017 à Achgabat, au Turkménistan. Il obtient une médaille d'or aux Jeux Méditerranéens de 2022 en Algérie. Il participe à la finale de la Coupe du monde FEI 2022 à Leipzig, en Allemagne et à l'épreuve individuelle de saut d'obstacles aux 19e Jeux asiatiques à Hangzhou, en Chine, en 2023, où il termine à la cinquième place.
Amre Hamcho représente la Syrie lors d'événements tels que la finale de la Coupe du monde FEI organisée à Leipzig, en Allemagne, en 2022, et les Jeux équestres mondiaux de 2014 à Caen, en France.
Il remporte le Grand Prix de Sharjah et le Prix Al Ain en 2015,.
Il est qualifié pour les Jeux olympiques de Paris 2024, où il est nommé porte-drapeau de la délégation syrienne aux Jeux olympiques d'été de 2024 à Paris en compagnie de l'athlète Alisar Youssef, sprinteuse.

## Palmarès
- Cinquième place aux Jeux asiatiques de 2023 à Hangzhou, en Chine[16].
- Médaille d'or avec l'équipe syrienne aux Jeux Méditerranéens 2022 en Algérie[17].
- Médaille de bronze avec l'équipe syrienne aux Jeux asiatiques en salle de 2017 à Achgabat, au Turkménistan[18].
- Lauréat des Grand Prix de Sharjah et du Prix Al Ain en 2015[12],[13].
- Quatre victoires au championnat national de la République arabe syrienne et nombreux championnats locaux[19].